# Amauronematus krausi
Amauronematus krausi är en stekelart som beskrevs av Taeger och Blank 1998. Amauronematus krausi ingår i släktet Amauronematus, och familjen bladsteklar. Arten är reproducerande i Sverige.